# كارلوس غارسيا (لاعب كرة قاعدة)
كارلوس غارسيا (بالإسبانية: Carlos García)‏ هو لاعب كرة قاعدة كولومبي، ولد في 15 أكتوبر 1967 في ولاية تاتشيرا في فنزويلا.

## وصلات خارجية
- كارلوس غارسيا على موقعبيزبول رفرنس.كوم (الدوري الرئيسي) (الإنجليزية)
- كارلوس غارسيا على موقعبيزبول رفرنس.كوم (الدوري الثانوي) (الإنجليزية)